# Strange Affair
Strange Affair – szesnasty album studyjny Wishbone Ash.

## Lista utworów
Album zawiera utwory:
1. Strange Affair – 4:19
2. Wings of Desire – 3:51
3. Renegade – 3:55
4. Dream Train – 5:00
5. Some Conversation – 4:18
6. Say You Will – 4:07
7. Rollin' – 3:56
8. You – 3:51
9. Hard Times – 3:03
10. Standing in the Rain – 5:38

## Twórcy albumu
Twórcami albumu są:
- Andy Powell – gitara, wokal
- Ted Turner – gitara, wokal
- Martin Turner – gitara basowa, wokal
- Ray Weston – perkusja
- Robbie France – perkusja